# تينيوسيوس
بلدية تينيوسيوس (بالإسبانية: Tiñosillos) هي بلدية تقع في مقاطعة آبلة التابعة لمنطقة قشتالة وليون وسط إسبانيا.

## الديموغرافيا
بلغ عدد سكان بلدية تينيوسيوس 840 نسمة عام 2011 (وفقاً للمعهد الوطني للإحصاء الإسباني).
| 765 | 787 | 769 | 789 | 796 | 800 | 840 |